# Im Bann des Jade Skorpions
Im Bann des Jade Skorpions ist ein Film von Woody Allen aus dem Jahr 2001. Es handelt sich um eine an Raymond Chandlers Marlowe-Romane angelehnte Gangsterkomödie, die im Jahr 1940 spielt.

## Handlung
Die Maxime des erfolgreichen Versicherungsdetektivs für gestohlenen Schmuck und Kunstwerke C. W. Briggs (Woody Allen) ist, „man müsse selbst ein Dieb sein, um einen Dieb fangen zu können“. Die kurz zuvor eingestellte, ihm übergeordnete Effektivitätsexpertin Betty Ann Fitzgerald (Helen Hunt) soll das Ablagesystem der Versicherung erneuern. An diese Neuerung möchte sich Briggs aber nicht gewöhnen, da er bisher mit seinem altbewährten System durchaus erfolgreich gewesen ist. Betty Ann hat ein Verhältnis mit ihrem gemeinsamen Vorgesetzten Chris Magruder (Dan Aykroyd). Ihre gegenseitige Abneigung tragen Briggs und Fitzgerald in scharfzüngigen Wortgefechten in einem offenen Schlagabtausch aus.
Auf einer abendlichen Geburtstagsfeier ihres Kollegen George Bond (Wallace Shawn), die im Varieté des Magiers Voltan Polgar (David Ogden Stiers) stattfindet, sollen ausgerechnet die beiden Streithähne mittels eines jadenen Skorpion-Pendels hypnotisiert werden. Zuerst wird Briggs durch das Schlüsselwort „Konstantinopel“, dann Betty Ann durch das Wort „Madagaskar“ in Trance versetzt. Voltan Polgar gibt ihnen vor, dass sie sich – sehr zur Freude ihrer Kollegen – wie ein Liebespaar verhalten sollen.
Als Voltan Polgar Briggs nach seiner Vorstellung anruft und das Schlüsselwort „Konstantinopel“ nennt, begeht dieser als fremdgesteuertes Medium einen Juwelendiebstahl; wiederkehrendes musikalisches Motiv dafür ist Wilbur de Paris’ Trompete des Jazz-Klassikers „In a Persian Market“. In der folgenden Nacht begeht er auf die gleiche Weise einen zweiten Juwelendiebstahl. Er kann sich an keinen der Diebstähle erinnern und wird sogar selbst mit deren Aufklärung beauftragt. Durch einen Hinweis einer seiner dubiosen Informanten verdächtigt er Betty Ann („Cherchez la femme“, franz. „dahinter steckt eine Frau“), die Diebstähle begangen zu haben, obwohl die Indizien für ihn selbst als Täter sprechen.
Als dann schließlich die Juwelen bei ihm gefunden werden, wird er verhaftet, kann jedoch der Polizei entkommen und findet bei Betty Ann, deren Wohnung er ob ihrer Fehde für unbedenklich hält, ein sicheres Versteck. Sie gewährt ihm widerwillig Unterschlupf, glaubt aber im Grunde an seine Unschuld, da sie ihm eine so kühne Tat nicht zutraut. Während Briggs auf ihrem Sofa vor Erschöpfung eingeschlafen ist, wird nun ihrerseits Betty Ann in der Nacht telefonisch von Voltan mit ihrem Schlüsselwort „Madagaskar“ hypnotisiert und ebenfalls für einen Juwelenraub eingesetzt. Sie kehrt nach ihrem Raubzug in ihre Wohnung zurück. In der noch währenden Trance zeigt sie sich, sehr zur Freude des gerade erwachten Briggs, ihm gegenüber im gleichen Verliebtheitszustand wie in Voltan Polgars Vorstellung. Als sich Briggs zu Recherchezwecken in sein Versicherungsbüro begibt, deckt sein Kollege George, der selbst Hobby-Hypnotiseur ist, Voltans ganzen Hypnose-Trick auf, da er durch versehentliche Nennung von Briggs’ Schlüsselwort diesen erneut in Trance versetzt und er sich dadurch an die unbewusst begangenen Diebstähle erinnern kann. Mit diesem Erkenntnissen kann der nun auch enthypnotisierte Briggs Voltan Polgar und seine Assistentin überführen.
C. W. Briggs entschließt sich, bei seinem Chef Chris Magruder seine Kündigung einzureichen. Dieser und Betty Ann sind gerade dabei, letzte Vorbereitungen für ihre gemeinsame Parisreise zu treffen. Auf Anraten seines Kollegen Alvin „Al“ (Brian Markinson) beschließt Briggs, ihr seine Liebe zu gestehen, die diese als geradezu lächerlich zurückweist. Erst als er ihr Schlüsselwort „Madagaskar“ nennt, erwidert Betty Ann seine Liebe und verlässt Magruder. Al findet es bemerkenswert, dass man Menschen durch Hypnose dazu bringen kann, Dinge zu tun, die man im Normalzustand niemals tun würde – er meint damit die augenscheinlich unter Hypnose abgegebene Liebeserwiderung Betty Anns. George entgegnet ihm ganz entgegen seiner Annahme, dass niemand, auch nicht im Hypnosezustand, gegen seinen Willen handeln würde. Aber immerhin, so Al weiter, habe George glücklicherweise vergessen, Betty Ann zu „deprogrammieren“, und Briggs müsse dann nur jeden Morgen einfach ihr Schlüsselwort „Madagaskar“ nennen, um sie damit im Zustand des Verliebtseins zu halten. George antwortet, dass er sie gerade am vergangenen Abend „deprogrammiert“ habe. Während Betty Ann und Briggs gemeinsam das Büro verlassen wollen, sagt Briggs zu Betty Ann in der Annahme, sie befinde sich noch immer in einem trancehaften Zustand, dass er sie irgendwann dazu bringen würde, ihr Verliebtsein auch Wirklichkeit werden zu lassen. Daraufhin erwidert sie unbeeindruckt, sie habe ihn im Gegenteil sogar dazu gebracht, sie zu lieben, ohne das Wort „Konstantinopel“ verwenden zu müssen. In der letzten Szene schlendert Betty Ann, ihren Arm nonchalant um den sichtlich verwirrten Briggs gelegt, mit diesem den Bürogang hinunter. Unterlegt ist die Szene mit Duke Ellingtons Jazz-Serenade „Sophisticated Lady“.

## Kritiken
„Eine stilvoll ausgestattete Gaunerkomödie, die durch routinierte Selbstironie, geistreichen Witz und eine elegante Musikdramaturgie überzeugt.“ (film-dienst)
„Der Film ist über weite Strecken wie ein Boulevardstück angelegt: mit Figuren, die zwischen Tür und Angel leben, in fremde Apartments eindringen und im falschen oder genau im richtigen Augenblick ins Geschehen platzen.“ (Der Spiegel, 49/2001)
Die Deutsche Film- und Medienbewertung FBW in Wiesbaden verlieh dem Film das Prädikat „besonders wertvoll“.

## Auszeichnungen
- 2001: Bester Film in der Sektion Gran Angular auf dem Sitges Festival Internacional de Cinema de Catalunya